# Greta Scacchi
Greta Scacchi, geboortenaam Gracco (Milaan, 18 februari 1960), is een in Italië geboren actrice die sinds 1995 Australisch staatsburger is. Ze won in 1996 een Primetime Emmy Award voor haar bijrol als Tsarina Alexandra in de televisiefilm Rasputin. Daarnaast werd ze genomineerd voor onder meer een BAFTA Award (voor Heat and Dust, 1983) en een Golden Globe (voor Rasputin).
Scacchi werd geboren in Italië, maar verhuisde op haar tweede met haar ouders naar Engeland. In 1975 verkaste het gezin opnieuw, nu naar Australië. In 1991 trouwde Scacchi met acteur Vincent D'Onofrio, met wie ze in 1992 een dochter kreeg. Het echtpaar scheidde in 1993. Scacchi beviel in oktober 1998 van een zoon die ze kreeg met Carlo Mantegazza, haar neef.

## Filmografie
*Exclusief televisiefilms
| - Un altro mondo (2010, Italiaans & Engels gesproken) - Ways to Live Forever (2010) - Capture Anthologies: Love, Lust and Tragedy (2010) - Brideshead Revisited (2008) - Inconceivable (2008) - Shoot on Sight (2007) - L'amour caché (2007, Frans gesproken) - Icicle Melt (2006) - The Handyman (2006) - The Book of Revelation (2006) - Flightplan (2005) - Beyond the Sea (2004) - Sotto falso nome (2004, Italiaans & Frans gesproken) - Baltic Storm (2003) - Il ronzio delle mosche (2003, Italiaans gesproken) - Festival in Cannes (2001) - One of the Hollywood Ten (2000) - Looking for Alibrandi (2000, Italiaans & Engels gesproken) - Cotton Mary (1999) - Tom's Midnight Garden (1999) - The Manor (1999) - Ladies Room (1999) - Le Violon rouge (1998, Frans, Engels, Italiaans & Duits gesproken) - Love and Rage (1998) | - The Serpent's Kiss (1997) - Emma (1996) - Cosi (1996) - Jefferson in Paris (1995) - Country Life (1994) - The Browning Version (1994) - Salt on Our Skin (1992) - The Player (1992) - Turtle Beach (1992) - Fires Within (1991) - Shattered (1991) - Presumed Innocent (1990) - Paura e amore (1988, Italiaans & Duits gesproken) - White Mischief (1988) - La donna della luna (1988, Italiaans gesproken) - Good Morning, Babylon (1987, Italiaans & Engels gesproken) - Un homme amoureux (1987, Italiaans & Frans gesproken) - Burke & Wills (1985) - The Coca-Cola Kid (1985) - Defence of the Realm (1985) - Dead on Time (1983) - Heat and Dust (1983) - Das zweite Gesicht (1982, Duits gesproken) |

## Filmprijzen
- Taormina International Film Festival Award (2002)
- Australian Film Institute Award - voor Looking for Alibrandi (2000)
- Film Critics Circle of Australia Award - voor Looking for Alibrandi (2000)
- Emmy Award - voor Rasputin (1996)
- Logie Award - voor Waterfront (1984)

- Bibsys: 60484
- Biblioteca Nacional de España: XX1113250
- Bibliothèque nationale de France: cb139356803 (data)
- Gemeinsame Normdatei: 13257392X
- International Standard Name Identifier: 0000 0001 1476 3904
- Library of Congress Control Number: no90017659
- Nationale Bibliotheek van Tsjechië: pna2009482675
- Nationale Bibliotheek van Israël: 987007327669705171
- Nationale Bibliotheek van Polen: a0000001851728
- Nederlandse Thesaurus van Auteursnamen: 074044702
- Istituto Centrale per il Catalogo Unico: RAVV090496
- Système universitaire de documentation: 075866420
- Virtual International Authority File: 85145671
- WorldCat: E39PBJrGwkMX7wM6VqMXcccXVC